# 普卢阿
普卢阿（法語：Plouha，法語發音：[plu.a]）是法国阿摩尔滨海省的一个市镇，属于圣布里厄区。

## 地理
普卢阿（48°40'32"N, 2°55'46"W）面积39.97 平方千米，位于法国布列塔尼大區阿摩尔滨海省，该省份为法国西北部沿海省份，位于布列塔尼半岛北部，北濒大西洋英吉利海峡，西接菲尼斯泰尔省，南至莫尔比昂省，东临伊勒-维莱讷省。
与普卢阿接壤的市镇（或旧市镇、城区）包括：特雷沃讷克、朗卢、普莱吉安、普莱埃代勒、普卢埃泽克、普卢朗、普吕迪阿勒。

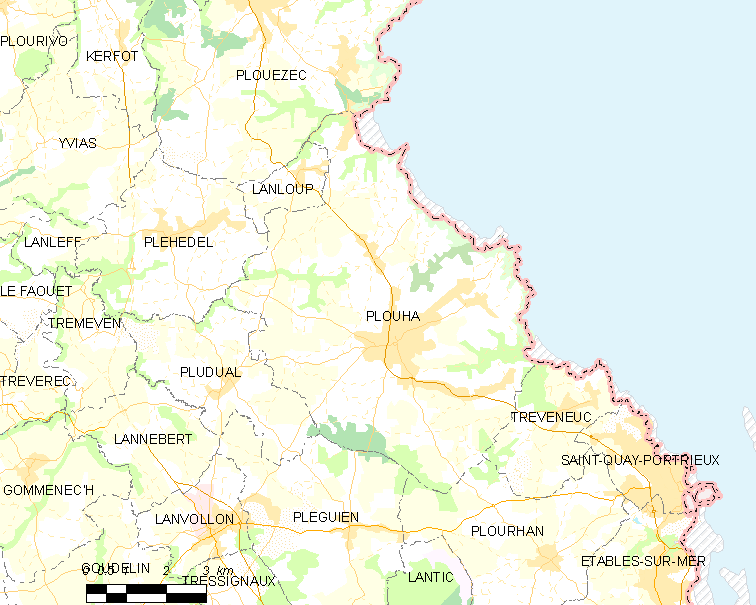
普卢阿的OSM定位图

普卢阿的时区为UTC+01:00、UTC+02:00（夏令时）。

## 行政
普卢阿的邮政编码为22580，INSEE市镇编码为22222。

## 政治
普卢阿所属的省级选区为普卢阿县。

## 人口

1962-2008年间普卢阿人口变化图示

普卢阿于2022年1月1日时的人口数量为4677人。